# Himmerlandsbanerne
Met de naam Himmerlandsbanerne worden twee voormalige spoorlijnen bedoeld in het Deense Himmerland, in de huidige regio Noord-Jutland. Het betrof de spoorlijn Hobro - Løgstør en de spoorlijn Viborg - Aalestrup. Beide lijnen kwamen samen in Aalestrup. Het ging hierbij om een staatsspoorlijn en een private lijn.

## Ontstaansgeschiedenis
Net zoals in veel andere plaatsen in Denemarken, werd er in Himmerland lang gediscussieerd over de aanleg van spoorlijnen. De eerste plannen voor een spoorlijn tussen Hobro en Løgstør ontstonden al in 1866. Een belangrijk punt van discussie was het vertrekpunt van de lijn. Hobro en Viborg kozen voor Løgstør.
In 1875 werd een comité opgericht, bestaande uit vertegenwoordigers van de gemeenten in het gebied. De elf leden van het comité besloten twee lijnen naar beide steden aan te bevelen, waarbij het knooppunt in Aalestrup zou komen te liggen. Års werd ook voorgesteld. De discussie duurde tien jaar en het eerste officiële voorstel werd gepresenteerd in de parlementsperiode 1885/86. De aanleg van de lijnen werd ook vertraagd door de politieke strijd tussen de Højre (conservatieven), die aan de kant van de burgers stonden, en de Venstre (liberalen), die de boeren steunden. Bovendien moesten de spoorlijnen samen met de lijnen Slagelse–Næstved en Dalmose–Skælskør worden aangelegd.
De staatsspoorlijn Hobro–Aalestrup–Løgstør werd aangelegd op grond van de Deense Spoorwegwet nr. 54 van 12 april 1889. Op basis van dezelfde wet kreeg het ambtsgebied Viborg (Viborg amtsråd) op 28 mei 1890 een concessie voor het aanleggen van een private lijn tussen Viborg en Aalestrup. Deze werd kort daarna verhuurd aan de Danske Statsbaner (DSB), de nationale spoorwegmaatschappij van Denemarken, die beide spoorlijnen als een geheel aanlegde en exploiteerde.
De aanleg van de staatsspoorlijn werd geraamd op 290.000 kronen per mijl. Geïnteresseerde gemeenten konden deelnemen voor 50.000 kronen. De kosten van de private lijn waren 80.000 kronen per mijl, waarbij de staat de helft van de onteigeningskosten voor zijn rekening nam. Begin 1890 startten de werkzaamheden met het uitzetten van het traject. In maart 1891 kon worden begonnen met het grondwerk. De oplevering was gepland voor oktober 1892.
De staatsspoorlijn tussen Hobro en Løgstør werd op 15 juli 1893 in gebruik genomen. De opening van de private lijn tussen Viborg en Aalestrup volgde op 15 september 1893.

## Trajectgegevens

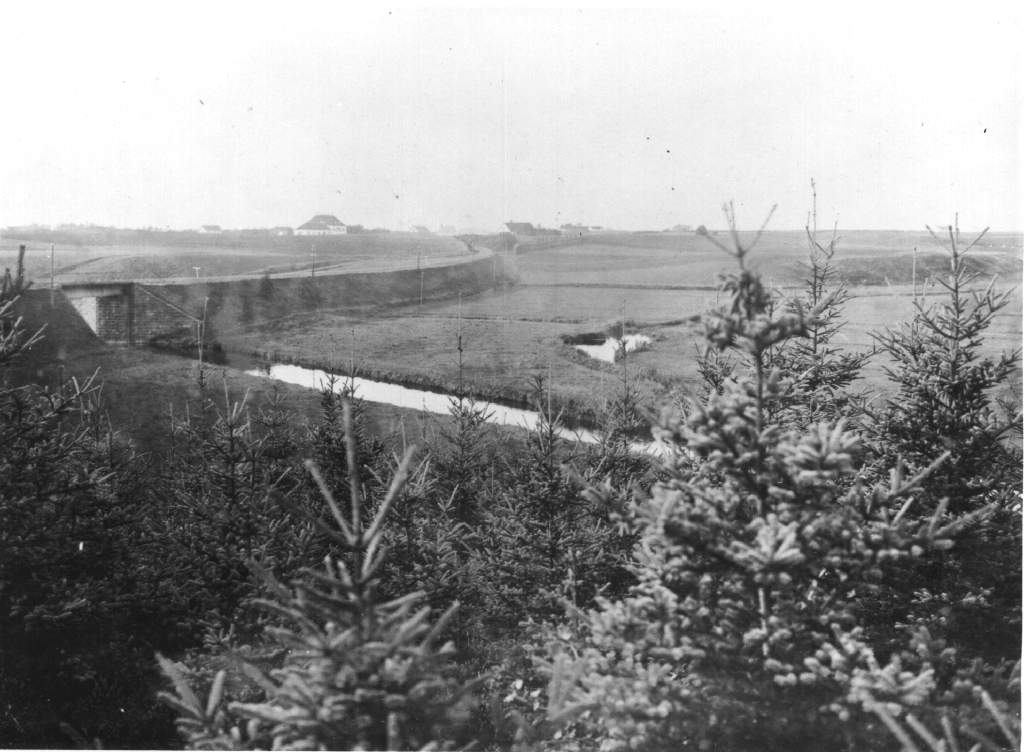
De spoorlijn nabij Aalestrup (onbekende datum)

De totale lengte van het traject was 103,8 km. Eerst werden rails gebruikt met een gewicht van 22,5 kg/m. Na een verbouwing van de spoorlijn tussen 1942 en 1952 werd er gebruik gemaakt van rails met een gewicht tussen 32 en 45 kg/m. Bij de opening van de lijn was de maximumsnelheid 45 km/u, maar door defecten aan de bovenbouw daalde dit tijdens de Duitse bezetting van Denemarken naar slechts 30 km/u tussen Rørbæk–Aalestrup, Viborg–Nørdam en Aalestrup–Gatten. Toen in 1953 de spoorvernieuwingen gereed kwamen, steeg de maximumsnelheid naar 70 km/u.

### Spoorlijn Hobro–Løgstør
Deze 66,2 km lange spoorlijn werd op 15 juli 1893 geopend. De lijn werd tot 22 mei 1966 gebruikt voor personenvervoer. In 1966 werd de lijn gesloten voor personenvervoer. Het goederenvervoer hield het nog tot 1999 vol.

#### Traject Hobro–Aalestrup
Vanaf 1 juli 1968 werden delen van de lijn Hobro–Aalestrup verkocht. In 1969 reed de laatste trein op dit traject.
De stationsgebouwen van Døstrup, Rørbæk, Nørager, Simested en Aalestrup staan nog langs de voormalige lijn. Van de oorspronkelijk 24 km lange spoordijk is ongeveer zes kilometer bewaard gebleven. Ook de brug over de Simested Å bestaat nog.

#### Traject Aalestrup–Løgstør

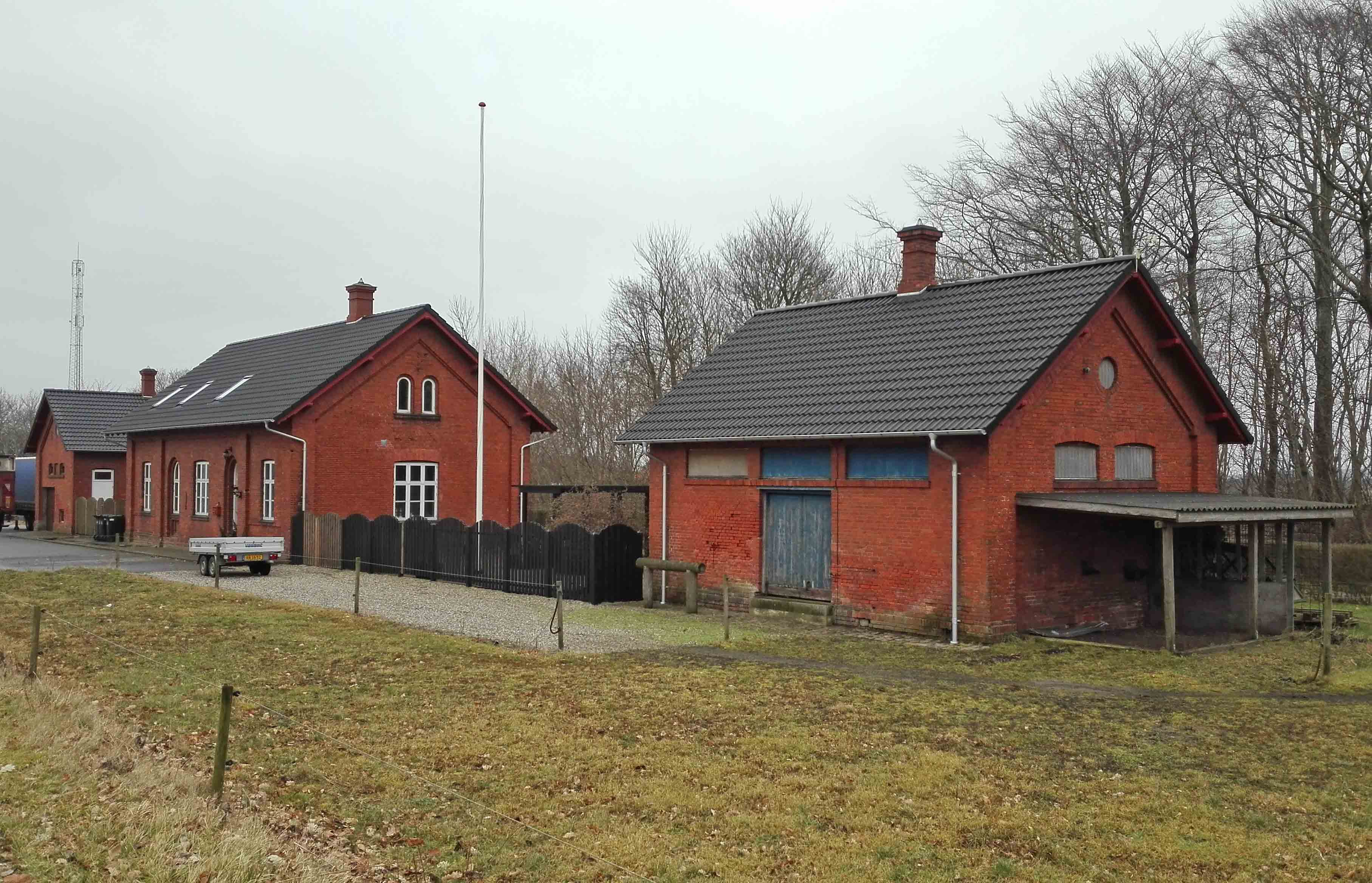
Station Østrup

De lengte van de lijn werd gemeten vanaf Hobro. In Aalestrup en Løgstør waren er een tweesporige locomotiefloods en een draaischijf.
Het goederenvervoer op het traject Aalestrup–Løgstør werd in 1999 beëindigd.
De stationsgebouwen in Østerbølle, Østrup, Hornum, Gatten, Vindblæs en Løgstør bestaan nog steeds. Slechts een klein gedeelte van de spoordijk van de 42 km lange lijn is niet bewaard gebleven, namelijk 400m in het centrum van Aars. Daar loopt de Himmerlandssti, een wandel- en fietspad dat is aangelegd op de voormalige spoorlijn tussen Løgstør en Viborg, over openbare wegen. Ook bestaat er nog een brug over de Herredsbæk S bij Aars.

### Spoorlijn Viborg–Aalestrup
Het 33,6 km lange traject tussen Margrethelund en Aalestrup werd op 15 september 1893 geopend. Het 4 km lange traject tussen Viborg en Margrethelund werd op 1 december 1896 geopend.
De lijn Viborg–Aalestrup - ook wel Aalestrupbane genoemd - was een staatsspoorlijn, zoals werd bevestigd door de Deense Spoorwegwet nr. 164 van 27 mei 1959. Op grond van dezelfde wet was de DSB gemachtigd om de lijn te sluiten voor verkeer. Op 30 mei 1959 werd het personenvervoer op de lijn beëindigd. De lijn bleef in gebruik voor het goederenvervoer.
Door de sluiting van de Mariagerbane in 1966 verloor Viborg zijn havenspoorlijn. Daarom moest er worden uitgeweken naar Løgstør. Vanuit daar ging de spoorlijn naar de haven. Omdat er nu meer goederentreinen reden op het traject tussen Viborg en Løgstør, werden alle haltes en een deel van de stations gesloten. De eindstations werden behouden, evenals de expedities in Aalestrup, Aars en Hornum en de laadplaatsen voor goederentreinen in Løgstrup, Skals en Møldrup. Begin jaren ‘80 moesten er nog dagelijks vijf tot zeven wagons worden afgeleverd. Maar voor materieel met een aslast van 16 ton werd het spoor problematisch, en op 19 augustus 1986 ontspoorden vijf goederenwagons ten zuiden van Løgstør door de slechte staat van het spoor.
Eind juni 1996 beëindigde de DSB het verkeer op de Løgstørbane. In de twee maanden daarvoor werden nog maar tien tot twaalf wagons vervoerd. De private spoorwegmaatschappij Privatbanen Sønderjylland probeerde van april 1997 tot 1999 vervoersactiviteiten uit te voeren op het traject. Deze activiteiten moesten in de zomer van 1999 worden gestaakt. In datzelfde jaar reden er spoorfietsen over het traject Løgstør-Skals. Deze werden verhuurd door het toeristenbureau in Viborg.
De voormalige stationsgebouwen in Løgstrup, Skals, Skringstrup, Møldrup en Hvam bestaan nog. Ook de spoordijk van het 37 km lange traject is bewaard gebleven. Hiervan wordt 36 km gebruikt als deel van Himmerlandsstien. Alleen in het industriegebied aan de Vestermarksvej in Viborg is de lijn bebouwd.

## Knooppunt en eindstations

### Aalestrup
Aalestrup was in 1893 een kleine nederzetting in de parochie Østerbølle. Pas in 1908 kreeg Aalestrup een eigen kerk en halverwege de jaren ‘30 werd het een zelfstandige gemeente. De beslissing om de lijnen in Aalestrup samen te laten komen, was bepalend voor de verdere ontwikkeling van de plaats. Zo had de plaats begin 1900 al een middelbare school, die goed bereikbaar was vanuit een grote regio door de spoorverbindingen uit drie richtingen.
Aalestrup ligt op de directe lijn tussen Viborg en Aars. Het traject via Hobro met een omweg via Aalestrup – en niet de directe route naar Aars – was goed voor de ontwikkeling van de plaats. Zo werd Aalestrup het belangrijkste spoorwegknooppunt in Vesthimmerland. Het traject Hobro-Aalestrup was niet alleen een deel van de lijn naar Løgstør, maar was ook deel van een alternatieve route naar Viborg. De DSB gebruikte dit traject voor het goederenvervoer tussen Noord-Jutland en West-Jutland. Volgens de Deense spoorwegwet moesten goederen via de kortste route worden vervoerd. Het traject Hobro–Aalestrup–Viborg was 23,2 km korter dan de route via Hobro–Randers–Viborg. De treinen moesten wel van richting veranderen in Hobro, Viborg en Aalestrup.
Het station Aalestrup werd in 1955 uitgerust met nieuwe veiligheidssystemen, elektrisch bediende wissels en daglichtseinen. Daardoor konden de treinen vanuit Løgstør alleen spoor 1 gebruiken, de treinen vanuit Viborg alleen spoor 2 en de treinen vanuit Hobro alleen spoor 3.

### Hobro
In Hobro leidde de aanleg van de lijn Aalestrup-Viborg tot een aanzienlijke uitbreiding van het station en een aantal jaren later tot de bouw van een nieuw stationsgebouw.

### Viborg
Het eerste station in Viborg was een kopstation aan de zuidoostelijke kant van de Søndersø. De stad was tevreden met de ligging van het station. Pas toen de Aalestrupbane werd aangelegd, werd er besloten het station naar het zuidwesten van de stad te verplaatsen. Omdat er in 1893 nog geen consensus was over de nieuwe locatie van het station, kreeg de nieuwe spoorlijn een voorlopige verbinding met de lijn naar Skive op vier kilometer van de boerderij Møgelkjær. De onzekerheid over waar het station van Viborg moest komen, verklaart waarom de toenmalige kilometrering werd berekend vanaf Aalestrup en niet vanaf Viborg. Op 1 december 1896 was het nieuwe station klaar. De Aalestrupbane werd verbonden met een lijn die ten zuiden van Margrethelund aftakte van de tijdelijke lijn. Het tijdelijke traject tussen Møgelkjær en Margrethelund, dat ruim 2 km lang was, werd ongeveer drie jaar gebruikt en staat vermeld op topografische kaarten tot 1899.

## Verdere spoorwegprojecten
In de Deense Spoorwegwet van 20 maart 1918 werden verdere spoorwegprojecten in Himmerland gepubliceerd:
- Spoorlijn Aars–Arden–Øster Hurup
- Spoorlijn Sebbersund–Løgstør–Overlade
- Aalborg–Nørager
- Spoorlijn Skelund–Als–Øster Hurup

Net zoals de meeste andere punten van de Deense Spoorwegwet van 1918 werden deze projecten niet uitgevoerd.

## Kosten van de sluiting van de lijn
De kosten van het sluiten van de lijn Viborg–Løgstør werden geraamd op 12,5 miljoen kronen. De verwachte opbrengst van de verkoop van de apparatuur, inclusief de schrootwaarde, was 4,5 miljoen kronen. De nettokosten van de sluiting van de lijn zouden dan 8 miljoen kronen bedragen.

## Materieel
Het traject Viborg–Aalestrup was gepland als een zijlijn van de verbinding Hobro–Løgstør, maar het verkeer op deze lijn was te verwaarlozen. In de loop van de dag reden er treinen naar Hobro en naar Viborg. Een deel ging naar Løgstør en een deel draaide in Aalestrup. Toen in 1906 de spoorlijn van Herning naar Viborg werd geopend, werd dit traject gebruikt voor gemeenschappelijk verkeer, zodat er directe verbindingen waren tussen Herning en Aalestrup.
De DSB kocht acht stoomlocomotieven van het type J, nr. 13-20, en een rangeerlocomotief van het type Hs, maar zette de nieuwe locomotieven niet in op dit traject. In plaats daarvan werden locomotieven ingezet van de typen B, H en G, en soms ook van de serie L.
Drie van de vijf locomotieven van het type DJ die tussen 1903 en 1904 buiten dienst werden gesteld, werden omgebouwd en gestationeerd in Viborg. Een daarvan deed dienst als rangeerlocomotief. De andere reden alle treinen op het traject tussen Hobro en Aalestrup. Tussen 1926 en 1930 was een locomotief van het type T gestationeerd in Viborg. Deze werd af en toe ingezet in de lijndienst.
De locomotieven van het type J, die oorspronkelijk waren aangeschaft voor de lijn, werden pas tussen 1941 en 1951 ingezet. Meerdere daarvan waren gestationeerd in Viborg.
Toen eind jaren ‘20 en begin jaren ‘30 de zijlijnen steeds meer werden gemotoriseerd, werd het personenvervoer overgenomen door treinstellen van de serie ME (I) van fabrikant Triangel. Na de Tweede Wereldoorlog werd het personenvervoer volledig uitgevoerd met treinstellen van de serie MP. Halverwege de jaren ‘50 werden de stoomlocomotieven van het type J vervangen door stoomlocomotieven van het type D. Toen in 1958 diesellocomotieven van de serie MT werden geleverd, namen deze alle taken over die voorheen door de stoomlocomotieven werden uitgevoerd.
Na de oorlog werd het depot in Aalestrup gesloten en werden treinstellen ingezet vanuit Randers. De locomotiefloods in Aalestrup werd gebruikt voor het stallen van de rangeerlocomotief.
Begin jaren ‘50 werden niet omgebouwde treinstellen van het type MO, serie 500, ingezet. Kort daarna werden opnieuw treinstellen van de serie MP ingezet. Deze waren overbodig geworden op het Deense eiland Funen. De treinstellen werden opnieuw opgevolgd door voertuigen van het type MO. Deze keer ging het om een gemoderniseerde versie van de serie 1800, die in de jaren ‘50 werd gebouwd.
Op 15 mei 1966 reed de MO 1839 de laatste passagierstrein op dit traject.
Tot de definitieve sluiting van de lijn reden diesellocomotieven van de series MT en MH de resterende goederentreinen op het traject.

## Huidige situatie

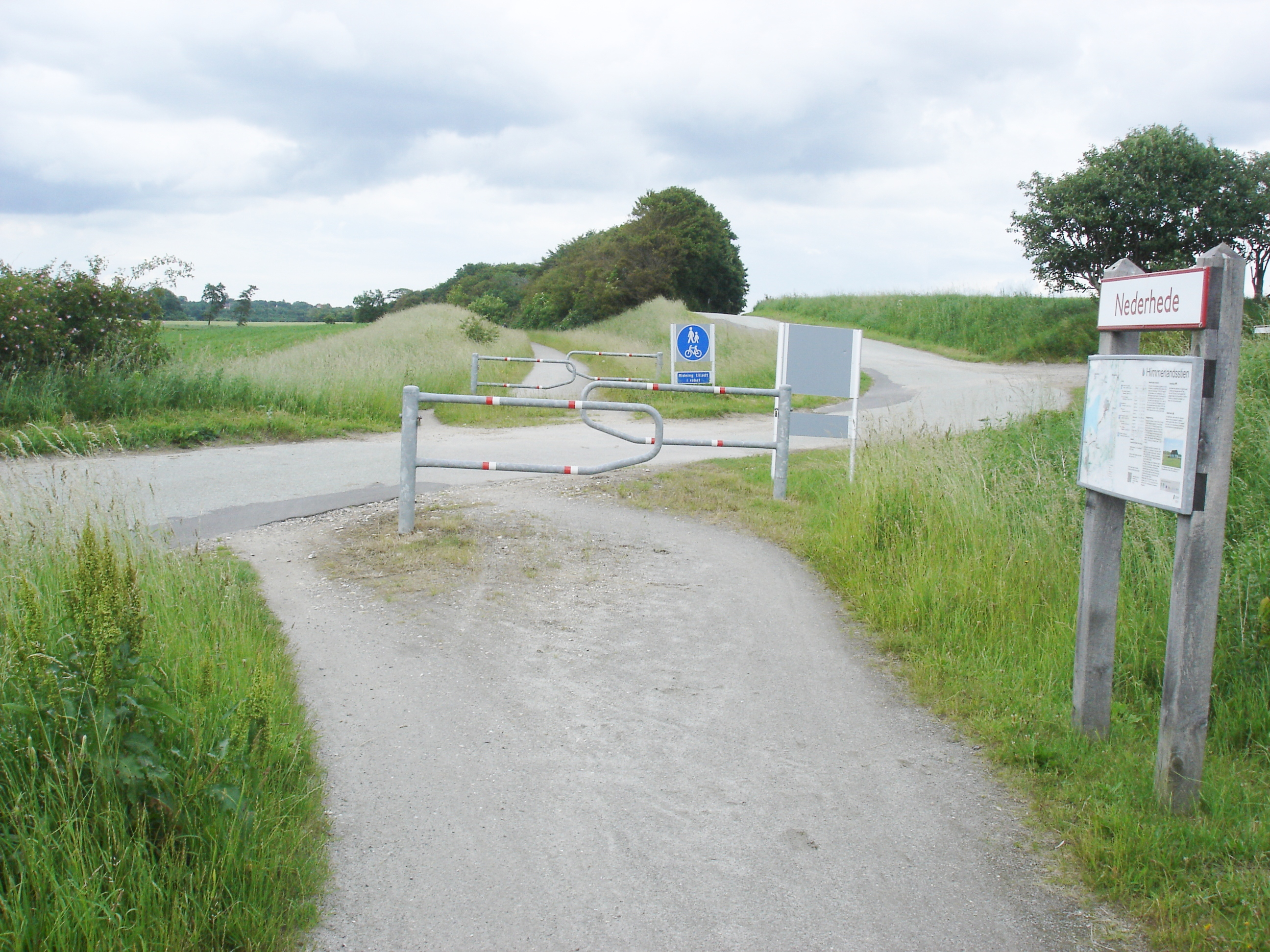
Himmerlandsstien, met de voormalige halte Nederhede

Het traject werd in 2006 omgebouwd tot het wandel- en fietspad Himmerlandsstien. De spoordijk werd vijf meter breed gemaakt en voorzien van een glad oppervlakte. De Deense spoorbeheerder Banedanmark heeft op tien plaatsen langs het natuurpad picknickplaatsen aangelegd, namelijk in Løgstrup, Skals, Skringstrup, Møldrup, Hvamm, Østerbølle, Østrup, Hörnum, Gatten en Vindblæs. Eind 2013 werden de laatste twee kilometers van de lijn naar Skive verwijderd, zodat de fiets- en wandelroute kon worden doorgetrokken naar Viborg.